# 第十大道

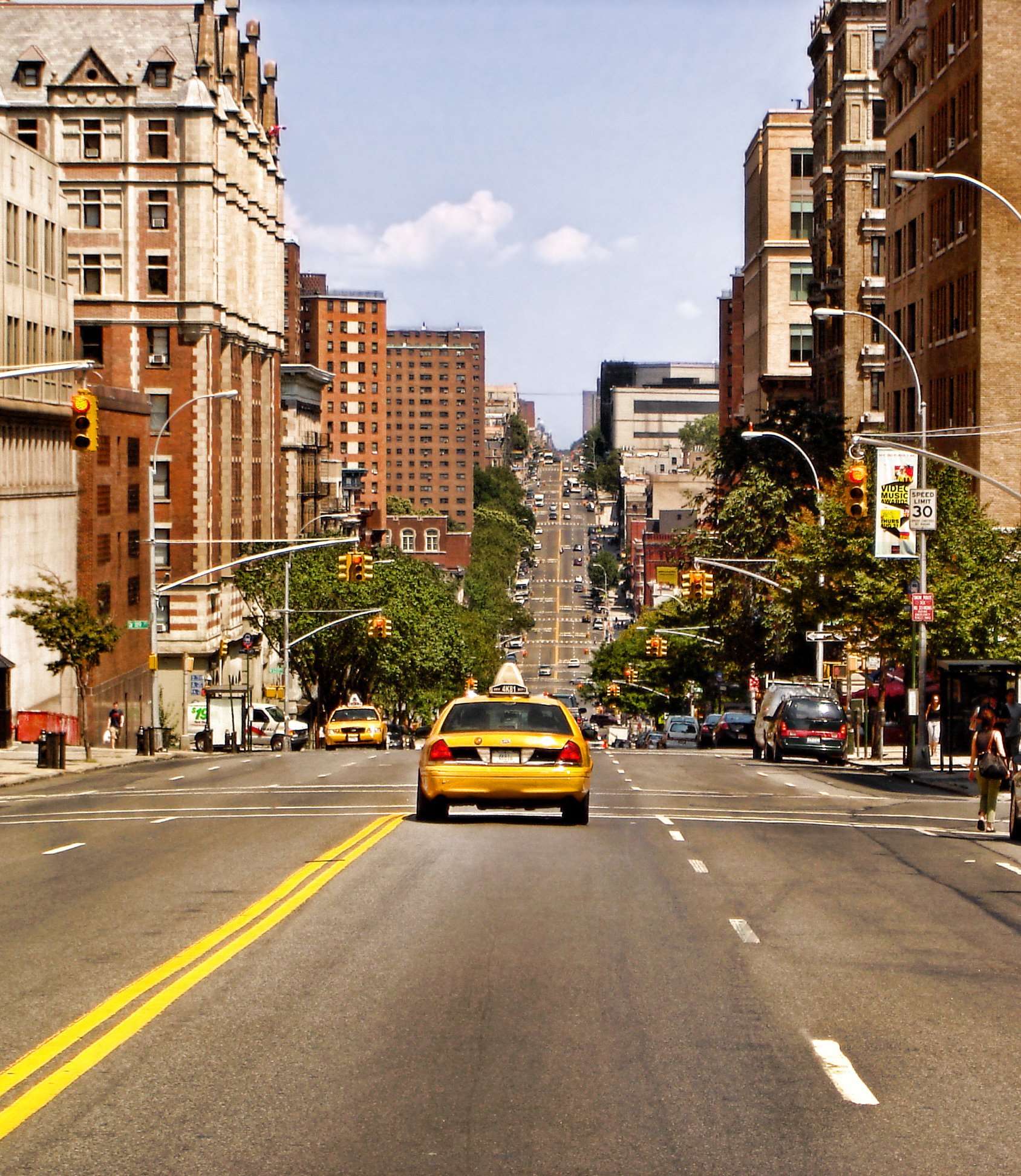
阿姆斯特丹大道、120街

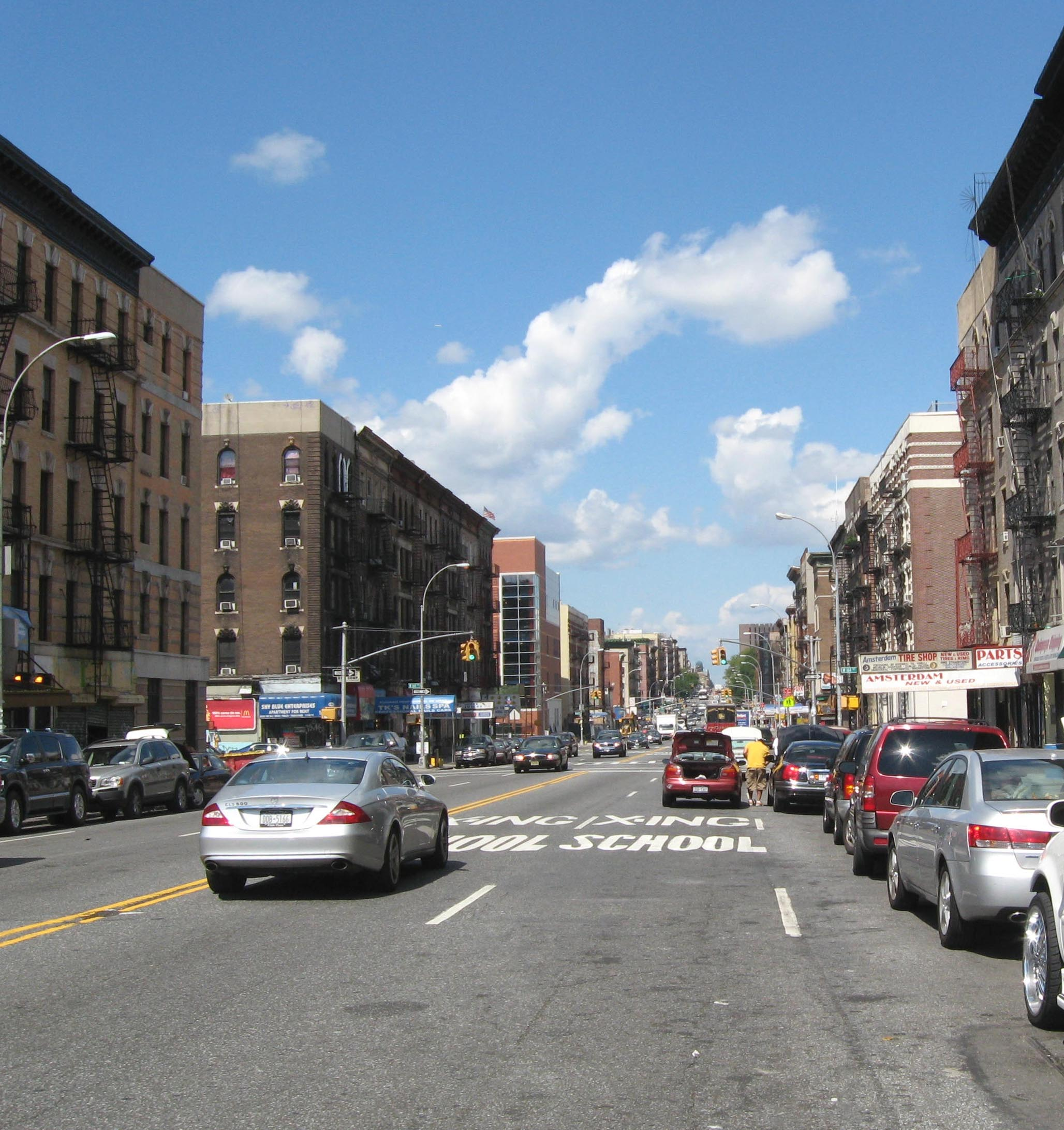
阿姆斯特丹大道、164街

第十大道（英語：Tenth Avenue），在59街以北又名阿姆斯特丹大道（Amsterdam Avenue），是一条南北走向的干道，纵贯纽约曼哈頓的西部。
第十大道的最南端开始于甘斯沃尔特街和第十一大道（14街以下四个街區），在西村／米特帕金區。从14街向北，第十大道北行45个街區，直到与西59街交汇处，从此它又名（如同上西城其他大道）阿姆斯特丹大道。阿姆斯特丹大道继续向北，到西110街后变宽。110街又名座堂路（Cathedral Parkway），因聖者約翰座堂得名。
阿姆斯特丹大道在到达西190街高架公園之前，绵延129个街區。这条街在通过叶史瓦大学的维尔夫校园时，狭窄到每个方向只有一个车道，在184街和186街之间，街道被高架公園打断。其最北端略少于一英里，从迪克曼街和哈莱姆河快速路北端到西218街和百老匯大道交叉点，靠近曼哈頓島最北端和横跨哈林河的百老匯橋。
高架公園以南部分的第十大道，共计177个街區，是曼哈顿最长的连续大道。在2007年之前，百老汇大道更长，但此后在曼哈頓中城的部分被分为不连续的几段。
在房地产繁荣的20世纪后期，从59街到100街的阿姆斯特丹大道成为纽约最昂贵的住宅区之一。